# ایدراپارینوکس
ایدراپارینوکس (به انگلیسی: Idraparinux) sodium یک داروی آزمایشی ضد انعقاد است.

## مکانیسم عمل
این دارو به‌طور انتخابی فاکتور انعقادی Xa را مسدود می‌کند.